# 7 Sinners
7 Sinners è il tredicesimo album in studio del gruppo musicale power metal tedesco Helloween, pubblicato il 31 ottobre 2010.
Il videoclip di Are You Metal?, singolo tratto dal disco, è stato diffuso l'11 ottobre 2010.

## Tracce
1. Where the Sinners Go – 3:35 (Deris)
2. Are You Metal? – 3:37 (Deris)
3. Who Is Mr. Madman? – 5:42 (Gerstner)
4. Raise the Noise – 5:06 (Weikath)
5. World of Fantasy – 5:14 (Grosskopf)
6. Long Live the King – 4:12 (Deris)
7. The Smile of the Sun – 4:36 (Deris)
8. You Stupid Mankind – 4:04 (Gerstner)
9. If a Mountain Could Talk – 6:44 (Grosskopf)
10. The Sage, the Fool, the Sinner – 3:59 (Weikath)
11. The Sacrifice – 4:59 (Gerstner)
12. Not Yet Today – 1:11 (Deris)
13. Far in the Future – 7:45 (Deris)

Bonus track edizione deluxe
1. I'm Free – 4:15

Bonus track edizione giapponese
1. Faster We Fall – 4:48

Bonus track download digitale
1. Aiming High – 4:32

## Formazione

### Gruppo
- Andi Deris – voce
- Michael Weikath – chitarra
- Sascha Gerstner – chitarra
- Markus Großkopf – basso
- Daniel Loeble – batteria

### Altri musicisti
- Biff Byford – voce narrante (traccia 3)
- Eberhard Hahn – flauto (traccia 4)
- Matthias Ulmer – tastiere
- Olaf Senkbeil – coro
- William King – coro
- Ron Deris – coro

### Produzione
- Charlie Bauerfeind – produzione, missaggio
- Thomas Geiger – editing
- Martin Häusler – grafica
- Marcos Moura – copertina